# جايتكس (معرض)
جايتكس (بالإنجليزية: GITEX) وتعني معرض الخليج لتكنولوجيا المعلومات، وهو معرض تجاري ومعرض ومؤتمر سنوي لأجهزة الكمبيوتر والإلكترونيات الاستهلاكية يقام في دبي، الإمارات العربية المتحدة تحديدا في مركز دبي التجاري العالمي. اجتذبت معارضها في الشرق الأوسط العديد من المشاركين، وعلى الأخص في عام 2009 عندما أصدرت شركة مايكروسوفت برنامج ويندوز 7 بحضور 150،019 شخصًا.
يجذب معرض جايتكس للمتسوقين والإلكترونيات الاستهلاكية تجار التجزئة والموردين في مجال تكنولوجيا المعلومات والاتصالات مثل بوابة تكنولابس، 50 سنت، مؤسسة الإمارات للاتصالات، ريد هات وديل. يشمل المشاركون من المستهلكين متخصصي تكنولوجيا المعلومات وعشاق التكنولوجيا والطلاب والمستهلكين بالإضافة إلى التجار الإقليميين.
ويعتبر جايتكس اليوم أو كما يعرف (أسبوع جايتكس للتقنية) من الفعاليات التكنولوجية الأساسية في المنطقة، حيث يلتقي فيه كبرى الشركات بالإضافة للشركات الناشئة والأطراف المؤثرة في مجال التكنولوجيا، كما تقوم حوالي 800 جهة حكومية من منطقة الشرق الأوسط وإفريقيا وجنوب آسيا بالمشاركة بالمعرض كل عام. ويتم الكشف خلال المعرض عن آخر التطورات في مجال الذكاء الصناعي والجيل الخامس والتقنيات السحابية اوالأمن السيبراني وقواعد البيانات المتسلسلة والتسويق والحوسبة الكمية والتقنيات المالية. بالإضافة لذلك يوفر المعرض منصة لتوقيع الاتفاقيات ومذكرات التفاهم بين القطاعين العام والخاص، ويتم فيه عقد صفقات ضخمة واتفاقيات مستقبلية متعلقة بالابتكار.

## التاريخ
بدأ المعرض في عام 1996، ومن ثم أصبح من أهم المعارض التقنية التي تقام في العالم وبالخصوص دول الشرق الأوسط وشمال أفريقيا. يستقطب المعرض الكثير من الزوار من مختصي تقنية المعلومات من أكثر من 144 دولة حول العالم.
تم إطلاق المعرض في عام 1981 باسم GITE واحتلت القاعة الأولى في مركز دبي التجاري العالمي. مع إطلاق ماك وورلد في معرض عام 1988، توسع جايتكس (تمت إضافة X الآن) ليشمل قاعتين في مركز المعارض. لعدة سنوات، ملأت الآن مجمع مركز دبي التجاري العالمي بأكمله، والذي يتكون حاليًا من 10 قاعات عرض تضم مليون قدم من مساحة العرض. استقبل جايتكس شوبر 2009 150،019 زائر يمثلون 121 جنسية.
وشمل حدث 2012 60٪ من الشرق الأوسط و19٪ من إفريقيا و13٪ من الأمريكتين و4٪ من شرق وجنوب آسيا و4٪ من أوروبا. كانت هناك زيادة بنسبة 24٪ من أفريقيا مقارنة بعام 2011.

## أخبار جايتكس
أقيم جيتكس 2018 (أسبوع التكنولوجيا الثامن والثلاثون) خلال الفترة من 14 إلى 18 أكتوبر 2018 في مركز دبي التجاري العالمي. وكانت دائرة حكومة الشارقة الإلكترونية قد أعلنت في وقت سابق أن 36 دائرة حكومية في الإمارة ستشارك في أسبوع جيتكس للتقنية 2018. أقيم جيتكس 2016، الذي يصادف العام السادس والثلاثين لمعرض جيتكس ، في الفترة من 16 إلى 20 أكتوبر. كان التركيز على أحدث التقنيات - الروبوتات والطائرات بدون طيار. وقيل إن إنفاق الشرق الأوسط على تكنولوجيا المعلومات من المقرر أن يصل إلى 212.9 مليار دولار (781 مليار درهم) في عام 2016 ، بزيادة 37 في المائة عن العام السابق ، كما أنه من المتوقع أن يحضر هذا الحدث ما يقرب من 22 ألف رئيس تنفيذي من كبرى الشركات.
و بنهاية عام ٢٠٢٤، أعلن المعرض عن إنتقاله من مركز دبي التجاري العالمي إلى مركز معارض اكسبو ابتداءً من نسخة عام 2026، في خطوة تُعد الأولى من نوعها منذ انطلاق المعرض في عام 1981، ويُشكل هذا القرار نهاية حقبة امتدت لأكثر من أربعة عقود، ظلّ خلالها مركز دبي التجاري العالمي الحاضن الرئيسي و المنظم لهذا الحدث العالمي، حيث ساهم في تحويل المعرض إلى منصة رئيسية لابتكارات التكنولوجيا والتحول الرقمي، وملتقى لأهم رواد الأعمال والشركات من مختلف أنحاء العالم.
كما أعلن المعرض عن الوجهة القادمة له في 2026 و التي سوف تكون مركز دبي للمعارض في Expo City بتاريخ غير معتاد، حيث من المخطط أن يقام المعرض في شهر ديسمبر بدلاً من شهر أكتوبر. 
ويأتي هذا التحول في ظل النمو السريع الذي يشهده القطاع التقني، والحاجة الشديدة إلى توسيع البنية التحتية للمعرض بما يتماشى مع طموحاته المستقبلية واستيعاب أعداد الزوار والمشاركين المتزايدة عامًا بعد عام.

## روابط خارجية
الموقع الرسمي للمعرض